# خسوس مندوزا (بازیکن فوتبال، زاده ۱۹۷۷)
خسوس مندوزا (انگلیسی: Jesús Mendoza؛ زادهٔ ۲۳ فوریهٔ ۱۹۷۷) بازیکن فوتبال اهل اسپانیا است.
از باشگاه‌هایی که در آن بازی کرده‌است می‌توان به باشگاه فوتبال کادیس و باشگاه فوتبال خرز اشاره کرد.